# Bob Dishy
Bob Dishy (nacido en 1934, Brooklyn, New York) es un actor de teatro, cine y televisión estadounidense. Está casado con la exactriz Judy Graubart (The Electric Company).

## Filmografía
Actuó en Broadway en:
| Año  | Título                                       |
| ---- | -------------------------------------------- |
| 1960 | From A to Z                                  |
| 1965 | Flora the Red Menace                         |
| 1967 | The Unknown Soldier and His Wife             |
| 1967 | Something Different (obra)                   |
| 1968 | The Goodbye People                           |
| 1969 | A Way of Life                                |
| 1972 | The Creation of the World and Other Business |
| 1974 | An American Millionaire                      |
| 1976 | I wonder Who's Killing Her Now?              |
| 1976 | Sly Fox                                      |
| 1979 | Murder at the Howard Johnson's               |
| 1981 | Grownups (obra)                              |
| 1988 | The Golden Girls                             |
| 1989 | Cafe Crown                                   |
| 1989 | The Tenth Man (Obra de Chayefsky)            |
| 1992 | Stay Tuned (filme)                           |
| 1994 | Thicker Than Blood: The Larry McLinden Story |
| 1994 | Don Juan DeMarco                             |
| 1999 | El precio                                    |
| 2002 | Morning's at Seven                           |
| 2004 | Sly Fox                                      |
| 2004 | Along Came Polly                             |
| 2014 | The Angriest Man in Brooklyn                 |

Fue actor regular en That Was The Week That Was, una serie satírica transmitida semanalmente que se emitió en la NBC de 1964 a 1965.
Dishy también interpretó a un oficial de policía en un par de episodios de Columbo en la década de 1970.
- Columbo temporada 2 "The Greenhouse Jungle"
- Columbo temporada 5 "Now you see him …"